# Rouina (distrito)
Rouina é um distrito localizado na província de Aïn Defla, no norte da Argélia.[carece de fontes?] Sua capital é Rouina.

## Municípios
O distrito está dividido em três municípios:
- Rouina
- Zeddine
- El Maine